# Král Šumavy (román)
Dobrodružný román Král Šumavy je dílem českého spisovatele Rudolfa Kalčíka z roku 1960. Je založen na scénáři ke stejnojmennému filmu z roku 1959. Vychází z autorových zkušeností ze služby v Pohraniční stráži Veřejné bezpečnosti.

## Obsah
Hlavním hrdinou je mladší strážmistr Karel Zeman, který přichází do služby v PS VB na šumavském pomezí. Román líčí s nezbytným dobovým patosem službu na západní hranici, kterou je třeba střežit proti diverzantům a emigrantům na Západ. Dozvídáme se příběh Krále Šumavy, který už roku 1926 převáděl přes hranice do Německa a také se podílel na pašerácké činnosti. Za Protektorátu se stal členem SS brigády Dirlewanger, která měla na svědomí vraždy běloruského obyvatelstva. Příslušníkovi SNB údajně utekl přes hranice do Bavorska. Mezi postavami jsou uváděna skutečná jména jako Kilián či Paleček, což byli tehdejší skuteční převaděči.

Román líčí Zemanovu službu na státní hranici i jeho soukromý život, je líčen dobovým jazykem (pomohl přes hranice několika prominentům reakčních stran; ...sloužil za kapitalismu, pomáhal utužovat jeho řád apod.)